# 프라이머리 (음악가)
프라이머리(Primary, 본명: 최동훈, 1983년 1월 31일 ~ )는 대한민국의 DJ 겸 음악 프로듀서이다. 과거 Da Crew의 레이블 가라사대 소속이었으며, 이후 빅딜 레코드, 타일뮤직을 거쳐 현재는 아메바컬쳐의 전속 프로듀서로 활동하고 있다. 프라이머리 & 마일드 비츠(Primary & Mild Beats), 프라이머리 스쿨(Primary Skool), 프라이머리 스코어(Primary Score) 등 여러 프로젝트 그룹으로도 활동하며 밴드 음악을 베이스로 한 힙합 장르를 기본으로 재즈, R&B 등을 섞은 다양한 장르의 음악을 선보이고 있다. 빅딜 레코드를 동료 뮤지션들과 설립해 데드피의 《Undisputed LP》에 프로듀서로 참여하며 본격적으로 힙합 씬에 발을 들여놓았다. 2006년, 한국대중음악상에서 올해의 힙합 싱글을 수상한 가리온의 《무투》, 다이나믹 듀오의 《죽일 놈》, 슈프림팀의 1집 《Supremier》 등을 프로듀싱하기도 했다.
아메바 컬쳐 소속으로서 《Primary And The Messengers LP》를 발매해 방송에도 꾸준히 나섰다. 엠블랙 지오와 "I'm Back" 곡작업을 같이 한 것을 인연으로 엠블랙 "Sexy Beat"의 타이틀곡 "Smoky Girl"을 같이 작업하기도 했다. 본인에 의하면 자신이 지금까지 작업한 곡들 중 가장 녹음횟수가 많았다고 할 만큼 작은 추임새 하나까지도 심혈을 기울인 곡이다.
2013년에는 MBC의 버라이어티 예능 프로그램인 무한도전에 출연하여, 프로그램의 고정 출연자인 박명수와 ‘자유로 가요제’를 통해 호흡을 맞춘 바 있었으나 카로 에메랄드의 곡들을 짜깁기했다는 사실이 탄로 나고 말았고 결국 표절 작곡가라는 불명예를 남겼다. 또한 설상가상으로 박지윤의 〈미스터리〉도 표절로 확인되면서 프라이머리와 아메바컬쳐는 이미지 면에서 적잖은 타격을 입게 되었다.
그러다가 2년 뒤인 2015년에는 록 밴드 혁오의 오혁과 공동 작업한 싱글 앨범인 LUCKY YOU를 발표하였고,이어 곧바로 또 다른 미니음반인 2-1과 2-2,2-3을 발표하였으며,8월에는 3년만에 정규 앨범 2를 발표하였다.

## 수상 목록
- 2024년 제45회 청룡영화상 음악상